# Michael Burry
Michael Burry (ur. 1971) – amerykański menedżer funduszu hedgingowego. Jest założycielem funduszu Scion Capital LLC którego był właścicielem od 2000 do 2008 roku, kiedy zamknął go w celu prowadzenia osobistych inwestycji. Burry był jednym z pierwszych inwestorów, który rozpoznał i zainwestował w zbliżającą się zapaść na rynku pożyczek hipotecznych wysokiego ryzyka, która doprowadziła do ogólnoświatowego kryzysu gospodarczego w 2007 roku. Dziennikarz ekonomiczny Michael Lewis opisał go w swojej książce pt. „The Big Short”.

## Życiorys
Michael Burry urodził się w 1971 roku.  Studiował na Uniwersytecie Kalifornijskim w Los Angeles otrzymując dyplom licencjata z ekonomii oraz studiów przedmedycznych. Dyplom lekarza otrzymał na Vanderbilt University School of Medicine i odbył staż w klinice neurologii w szpitalu na Uniwersytecie Stanforda. Po pracy w szpitalu zajmował się inwestowaniem na rynku finansowym, co pochłaniało go tak bardzo, iż podczas jednego z zabiegów zasnął na stojąco i przewrócił się na stół operacyjny, co poskutkowało wyrzuceniem go z sali przez chirurga przeprowadzającego operację.

## Kariera biznesowa
Burry zrezygnował z pracy w szpitalu na Uniwersytecie Stanforda w celu rozpoczęcia pracy jako inwestor w utworzonym przez niego funduszu hedgingowym. Zyskał on już reputację w świecie biznesu dzięki swoim dotychczasowym sukcesom w inwestowaniu które opisywał na forach dyskusyjnych portalu Silicon Investor od 1996 roku.
W listopadzie 2000 roku Burry założył fundusz Scion Capital, na który przeznaczył środki pochodzące ze spadku i pożyczek otrzymanych od rodziny. Fundusz szybko zanotował ogromne zyski. Według Lewisa „w swoim pierwszym roku, podczas gdy S&P 500 spadł o 11,88%, Scion Capital wzrósł o 55%. Rok później, gdy indeks znowu stracił na wartości o 22,1%, Scion zyskał 16%. W następnych latach zyski funduszu ponownie przewyższały notowania indeksu S&P 500, a pod koniec 2004 roku Michael Burry zarządzał 600 milionami dolarów.
Począwszy od 2005 roku Burry zaczął skupiać się na rynku pożyczek hipotecznych wysokiego ryzyka (tzw. subprime credit). Dzięki jego analizie zwyczajów udzielania kredytów hipotecznych w 2003 i 2004 roku prawidłowo przewidział, iż bańka spekulacyjna „pęknie” w połowie 2007 roku. Poprzez swoje analizy rozbieżności w wartościach nieruchomości mieszkaniowych przekonany był także, iż kredyty hipoteczne, w szczególności te z niskimi wartościami oprocentowania zmiennego oraz powiązania między tymi kredytami zaczną tracić na wartości, gdy raty zostaną zresetowane, co dzieje się często w przeciągu dwóch lat po wzięciu kredytu. Wniosek ten doprowadził Burry’ego do krótkiej sprzedaży (ang.  short) poprzez namówienie banku Goldman Sachs do sprzedaży CDS przeciwko kredytom subprime, które uważał za zagrożone. Strategia ta okazała się słuszna, przez co Burry odpowiednio się wzbogacił.
Mimo iż jego ryzykowne posunięcia doprowadziły do niepokoju wśród inwestorów oraz licznych likwidacji kont w funduszu, Burry osobiście wzbogacił się o 100 milionów dolarów oraz zanotował ponad 700 milionów zysku swoich inwestorów. Scion Capital ostatecznie zanotował zwrot inwestycji o wartości 489,34 procent początkowego kapitału od 1 listopada 2000 do czerwca 2008. S&P 500 w tym samym okresie zanotował dwuprocentowy wzrost wartości.
Według strony internetowej Michaela Burry’ego, zamknął on swoje pozycje na swapach ryzyka kredytowego w formie krótkiej sprzedaży do kwietnia 2008 i nie wzbogacił się na pomocy finansowej przeznaczonej bankom pochodzącej z pieniędzy podatników, mającej miejsce w 2008 i 2009 roku. Wkrótce potem zlikwidował całkowicie swoją firmę i skupił się na osobistych inwestycjach.
3 kwietnia 2010 roku, w The New York Times, Burry argumentował, iż każdy, kto starannie analizował rynek finansowy w 2003, 2004 i 2005 roku mógł rozpoznać wzrastające ryzyko upadku rynku kredytów wysokiego ryzyka. Zarzucił zarządom banków, iż te nie słuchały ostrzeżeń doradców informujących o ryzyku.
W 2015 roku w rolę Burry’ego wcielił się brytyjski aktor Christian Bale w biograficznym komediodramacie „The Big Short”.

## Życie osobiste
Michael Burry jest żonaty i żyje w Kalifornii w Stanach Zjednoczonych. Od kiedy u jego syna zdiagnozowany został zespół Aspergera, sam uważa, iż też go ma.